# Iglesia de Santo Domingo (Ciudad de Guatemala)
Este artículo corresponde al templo católico de la Orden de Predicadores la Basílica de Nuestra Señora del Rosario en la Ciudad de Guatemala; para las ruinas del templo en Antigua Guatemala véase Convento de Santo Domingo (Antigua Guatemala).
La antigua Iglesia de Santo Domingo de la Ciudad de Guatemala — hoy  Basílica de Nuestra Señora del Rosario— es un templo católico de estilo neoclásico sísmico que se encuentra en el centro histórico de la Ciudad de Guatemala. Fue construido a finales del siglo xviii y ha sido reconstruido en dos ocasiones: tras los terremotos de 1917-18 y tras el terremoto de 1976.

## Reseña histórica

### Terremotos de Santa Marta
En 1773 el suntuoso templo y convento dominico de la ciudad de Santiago de los Caballeros de Guatemala fue reducido a escombros por el fuerte terremoto que asoló la ciudad en ese año; los dominicos fueron forzados a trasladarse a una nueva ubicación, siendo elegida para el efecto un área de 300 varas de norte a sur, por 400 de oriente a occidente en la Nueva Guatemala de la Asunción. La construcción no se inició de inmediato, pues siguiendo el lineamiento de las Reformas Borbónicas, las autoridades civiles españolas aprovecharon el terremoto para debilitar el poder político que las órdenes regulares tenían en ese entonces en la Capitanía General de Guatemala, y que había empezado a disminuir con la expulsión de los jesuitas de los territorios de la corona española en 1767.

### Construcción del templo

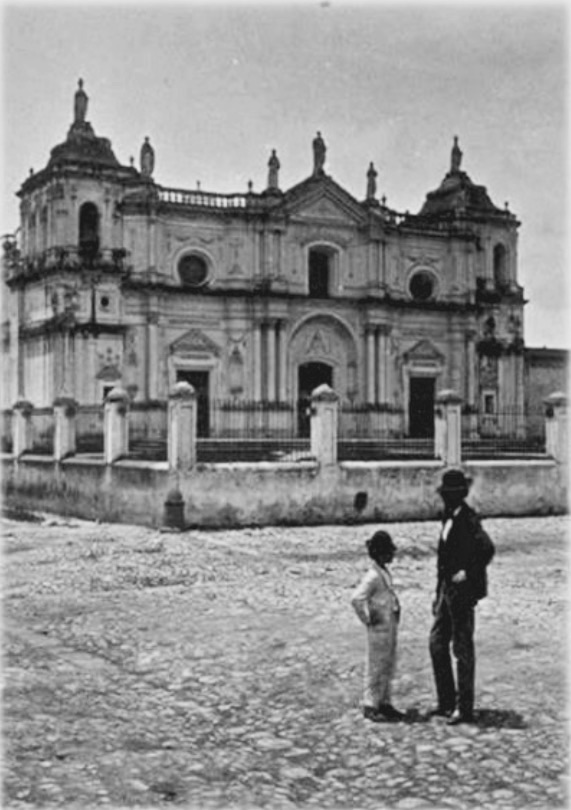
Templo de Santo Domingo en 1875. Fotografía de Eadweard Muybridge.

Debido a que el convento dominico quedó enteramente arruinado tras el terremoto, los frailes se trasladaron a la Nueva Guatemala de la Asunción en 1776, con la imagen de Nuestra Señora del Rosario, ya reparada, las imágenes procesionales de Nuestra Señora de la Soledad, el Señor Sepultado y otras que formaban parte del Santo Entierro, y unas cuantas imágenes que pudieron salvar de la ruina. La construcción del tempo comenzó en el año 1776 a cargo del arquitecto Pedro Garci-Aguirre, enviado del Rey Fernando VII de España, Pedro murió un año después de terminada la construcción del templo en 1808 y fue enterrado en un nicho del presbiterio. En 1778 se calculó que iban invertidos 44 218 pesos y se calculó que se requerían otros 92 000 pesos para concluir la obra. A fin de agenciarse de fondos, los dominicos arrendaron sus molinos y la finca la Chácara al ciudadano Juan Capetillo por 150 pesos anuales, quien cayó en mora; luego lo arrendaron a Jacobo Vázquez por 125 pesos anuales, pero para 1819 el nuevo arrendatario también cayó en mora. La finca y dos de los tres molinos fueron arrendados finalmente por 350 pesos anuales a Sebastián Morales.
El antiguo patio y atrio de la iglesia en Antigua Guatemala se arrendaron a Paulino González por 12 pesos anuales, y en la nueva capital, el templo y el convento se inauguraron con ayuda de fondos reales y de los esfuerzos de los dominicos, el 8 de noviembre de 1808; la inauguración del Templo formó parte de las conmemoraciones de la coronación de Fernando VII. Como en la destruida ciudad, el complejo se componía de la iglesia, el convento, huertos y establos. Para la construcción de sus cimientos, utilizaron piedra extraída de las canteras de Las Vacas, material rescatado del convento destruido en Antigua Guatemala, miel de caña y leche de vaca provenientes de las haciendas «San Jerónimo» en la Verapaz, y «El Rosario», en Amatitlán—ambas propiedades de la Orden de Predicadores.

### Tras la independencia de Centroamérica
La constitución del Estado de Guatemala promulgada el 11 de octubre de 1825 estableció los circuitos para la administración de justicia en el territorio del Estado; el barrio de la parroquia de Santo Domingo pertenía al circuito Sur-Guatemala junto con el barrio de la parroquia de Los Remedios, y los poblados de San Pedro Las Huertas, Ciudad Vieja, Guadalupe, Pinula, Arrazola, los Petapas, Mixco, Villa Nueva y Amatitlán.

### Expropiaciones
El 12 de abril de 1829, el estado de Guatemala, gobernado por el conservador Mariano de Aycinena y Piñol firmó el Convenio de Capitulación con el invasor general hondureño Francisco Morazán y fue enviado a prisión con sus compañeros de gobierno; en ese momento, Morazán garantizó la vida y propiedades de todos los conservadores miembros del Clan Aycinena y les ofreció pasaporte para salir del territorio a todo el que quisiera. Sin embargo, el 19 de abril por la tarde, Morazán citó a todos los miembros del Clan Aycinena entre, ellos varios dominicos, al Palacio de los Capitanes Generales, en donde tenía su cuartel. Reunidos en un gran salón, de improviso entró la tropa invasora, quienes los obligaron a formarse y luego los escoltaron hasta el edificio de la Universidad, que Morazán había convertido en cárcel. Y el 20 de abril, Morazán, unilateralamente, anuló el documento, pues su principal objetivo era eliminar el poder de los criollos conservadores y la jerarquía de la Iglesia Católica en Guatemala, a quienes los criollos liberales detestaban por haber estado bajo su dominio durante la colonia española. El 21 de abril Morazán se constituyó en dictador de Guatemala y el 23 de abril hizo pública la anulación de la capitulación
Posteriormente un boletín oficial reportó que en el osario de la iglesia de Santo Domingo encontraron en esos días varios fusiles que los dominicos escondieron para que no los confiscaran los liberales. Los dominicos fueron expulsados de Guatemala junto con las otras órdenes regulares; mientras que sus haciendas fueron rematadas a extranjeros y sus conventos expropiados. Los documentos eclesiásticos fueron confiscados entregados a la recién fundada Academia de Ciencias; entre ellos se descubrió el manuscrito original del Popol Vuh del fraile Francisco Ximénez, O.P..
En 1840, los conservadores retomaron el poder en Guatemala, de la mano del general campesino Rafael Carrera y Turcios, quien permitió a las órdenes regulares retornar al país, y les devolvió los conventos. De acuerdo al historiador guatemalteco Federico Hernández de León, los fusiles que habían escondido los dominicos en el osario de su iglesia son los fueron usados por las fuerzas de Carrera para repeler una segunda invasión de Morazán en 1840.
El gobierno de Carrera se solidificó y en 1852 firmó un concordato con la Santa Sede, por medio del cual le entregó la educación a las instituciones eclesiásticas y se comprometió a respetar las propiedades de las mismas. La iglesia recuperó su poder en el país, aunque no así en el resto de la región centroamericana, en donde gobernaban predominantemente los liberales positivistas; estos esperaron hasta que muriera Carrera en 1865 para tomar el control en Guatemala y lo consiguieron el 30 de junio de 1871, cuando triunfó la Reforma Liberal liderada por Miguel García Granados y por Justo Rufino Barrios.
En 1872, el gobierno liberal expropió el convento dominico y en 1873 lo convirtió en el Conservatorio Nacional de Música de Guatemala. El Conservatorio cerró pocos años después debido a la falta de presupuesto del estado, y el convento se convirtió en la central de licores y ramos estancados.

### Terremotos de 1917-1918
Entre noviembre de 1917 y abril de 1918 ocurrieron unos devastadores terremotos que destruyeron la ciudad, incluyendo el templo y convento dominicos; el convento quedó en ruinas y fue desalojado tras su destrucción. El templo, por su parte, fue reconstruido por el Comité de la Restauración con el apoyo de las Asociaciones Dominicanas bajo la dirección de fray Pablo Sánchez, O.P..
Poco tiempo después, el claustro menor del ex convento fue ocupado por las dependencias de la Dirección General de Rentas Internas, la Guardia de Hacienda y la Contraloría General de Cuentas, hasta que fue destruido por el terremoto del 4 de febrero de 1976.

### Reconstrucción del convento
El convento estaba en ruinas y solo la parte del claustro menor era utilizada por el Estado; hasta después del terremoto de 1976 empezó la restauración, ya que muchos de los espacios quedaron totalmente destruidos. Finalmente, el inmueble fue asignado al Ministerio de Educación de Guatemala para que se instalara el Instituto de Antropología e Historia (IDAEH).

## Joyas del templo

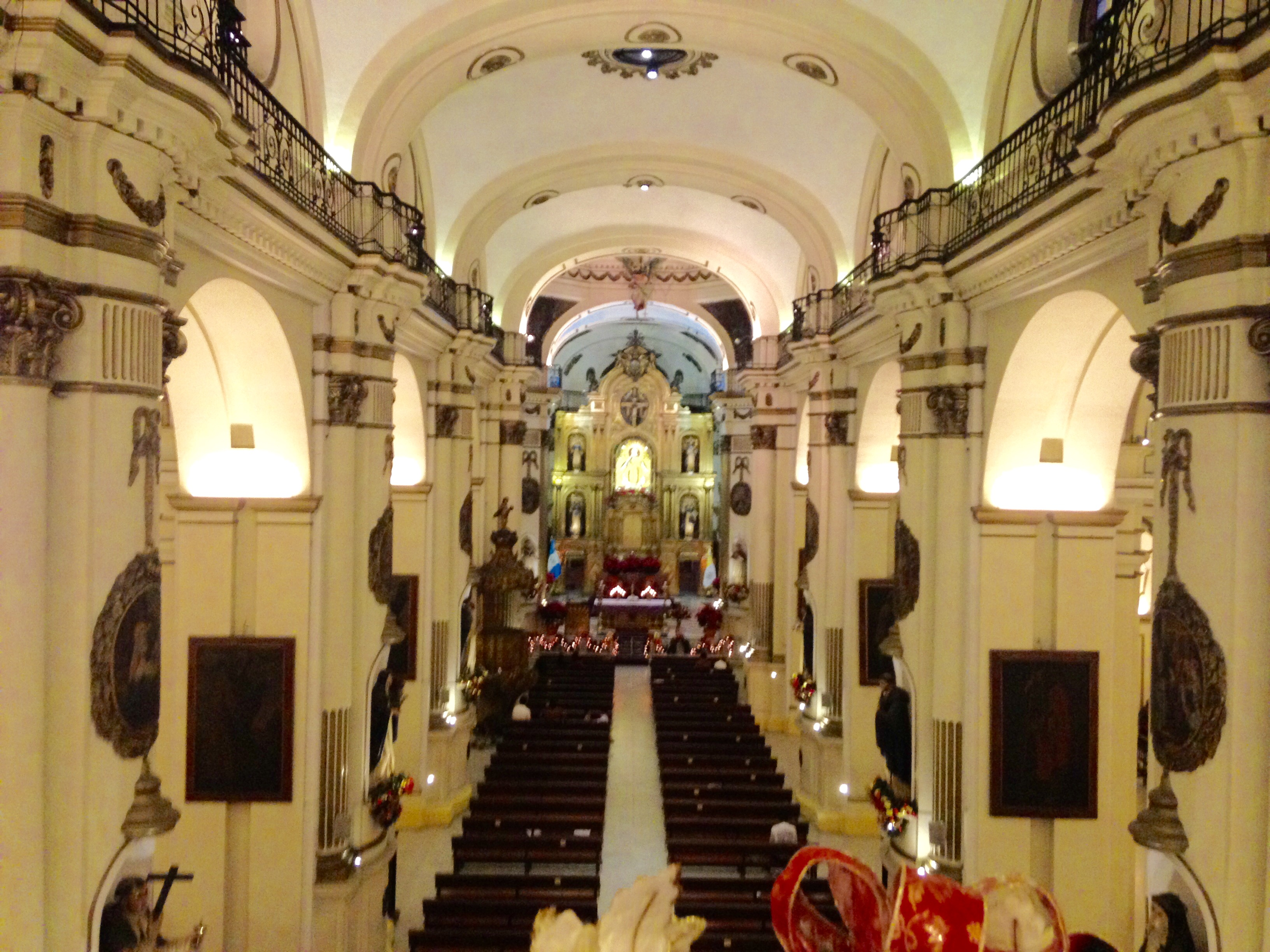
Nave central de la Basílica de Nuestra Señora del Rosario. Diciembre de 2015.

Nuestra Señora del Rosario Patrona de la Ciudad de Guatemala (1561, 1934, 1970)
En la Basílica de Nuestra Señora del Rosario, la devoción principal es la Virgen del Rosario; Patrona de la Ciudad de Guatemala contra terremotos y temblores.
En 1561 se le da el título de Patrona de la Ciudad contra terremotos. Con la coronación Pontificia de 1934 se vuelve a recordar y a renovar el título de Patrona de la Ciudad.

### Señor Sepultado Cristo del Amor, Nuestra Señora de la Soledad, la Apesarada Comitiva y el primer Santo Entierro de América.

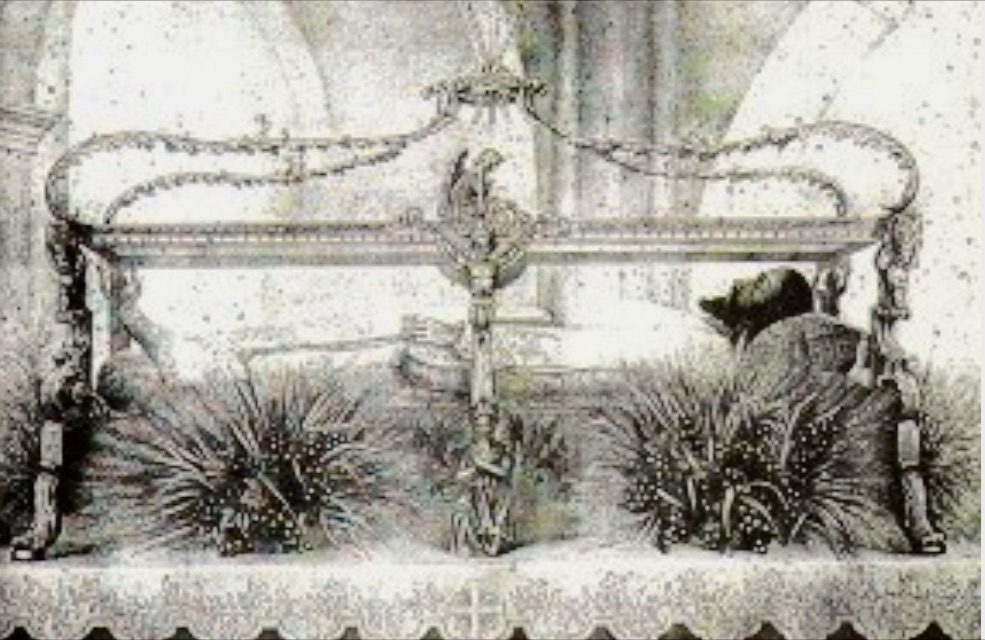
Señor Sepultado de Santo Domingo. Fotografía del siglo xix.

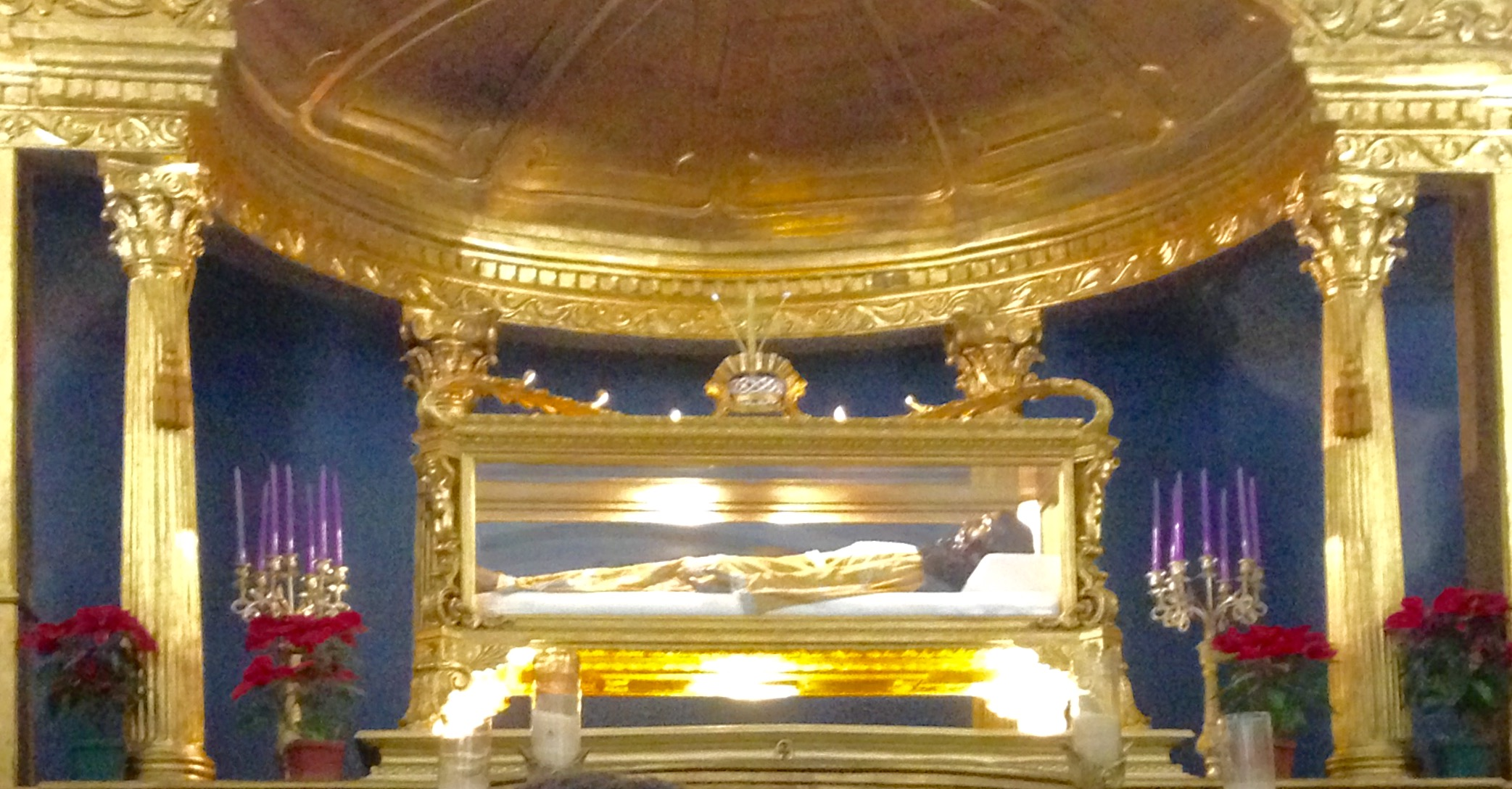
Señor Sepultado de Santo Domingo en diciembre de 2015.

La Hermandad del Señor Sepultado del Templo de Santo Domingo fue fundada en el año de 1852, el mismo año en que el gobierno conservador de Rafael Carrera firmó el concordato con la Santa Sede, siendo su predecesora la Cofradía de Nuestra Señora de la Soledad y el Santo Entierro de Cristo (1582). La Hermandad introdujo múltiples aspectos a la procesión, como la incorporación de los Pasos del Viacrucis fabricados en pasta e importados de España; en el siglo xix las misas eran en latín, el analfabetismo alcanzaba el noventa y ocho por ciento de la población y no había representaciones fotográficas, teatrales ni fílmicas de la pasión de Cristo, por lo que los pasos del Viacrucis constituyeron un importante medio para la predicación católica, que apenas había reiniciado en Guatemala tras la expulsión de las órdenes y del Clan Aycinena en 1829.
En 1929, el exdirector del Diario de Centro América Víctor Miguel Díaz escribió el libro La romántica ciudad colonial, guía para visitar los monumentos históricos de La Antigua Guatemala en donde literalmente escribe: «Tres imágenes notables poseía el templo [de Santo Domingo]: la Virgen del Rosario, toda de plata; Santo Domingo de Guzmán, escultura de Alonso de la Paz y el Cristo Sepultado que fue traído de Inglaterra después del cisma de Enrique VIII y propiedad de su esposa Catalina de Aragón. Tiene restaurados los brazos y las piernas; la expresión del rostro muestra profundo sentimiento, fue trasladado dicho Cristo a la Nueva Guatemala después del terremoto de Santa Marta y se venera en Santo Domingo de [esa ciudad].»
Según Díaz, la imagen se encontraba en la iglesia de Santo Domingo de la Antigua Guatemala y que perteneció a la reina Catalina de Aragón, primera esposa de Enrique VIII. En su momento, estas afirmaciones fueron tomadas al pie de la letra por convenir a la campaña anticomunista en contra del gobierno del coronel Jacobo Arbenz Guzmán. Esto ha hecho que la historia del Señor Sepultado esté rodeadas de misterio y leyenda y aunque su origen sea desconocido, la historia que contó Díaz que dice que la imagen fue encontrada flotando por las costas del Atlántico Hondureño, y posteriormente fue llevada a Guatemala y que en alguna oportunidad perteneció a Catalina de Aragón, primera esposa de Enrique VIII aún perviva en el ideario católico de los guatemaltecos más devotos de esta imagen en Guatemala.
El Señor Sepultado fue consagrado el 11 de marzo de 1973, y es llamado también «El Cristo del Amor». La Hermandad posee el estandarte más grande de la Semana Santa en Guatemala, lleva el nombre de la hermandad, muestra el escudo dominico, y es llevado en rodos debido a su peso. Durante la procesión, el estandarte es antecedido por las insignias de la Pasión, conocidas como Armas Cristi, llevadas por penitentes vestidos de luto. El Señor Sepultado es llevado en una urna de bronce y cristal en estilo francés, sobre sus andas procesionales.
Forman parte del Santo Entierro también Nuestra Señora de la Soledad Virgen de la Soledad la primera escultura mariana de pasión en estas tierras, icono de la Semana Santa y modelo para otras advocaciones de dolor, está imagen de finales del siglo XVI manierista con rasgos flamencos, las Santas Mujeres Maria Salomé, María de Cleofás únicas en su advocación en Guatemala, María Magdalena icónica en la Semana Santa guatemalteca por su larga y hermosa cabellera, los santos varones José de Arimatea y Nicodemos únicos en su advocación en Guatemala y la de San Juan Apóstol y Evangelista San Juan Apóstol. Estas imágenes están bajo los cuidados de culto y veneración de la Cofradía de los Siete Dolores de la Santísima Virgen transformada en 1908 teniendo sus orígenes también en la Antigua Cofradía de Nuestra Señora de la Soledad y Santo Entierro (1582) según documentos encontrados, esta es la Primera agrupación femenina de Pasión fundada en Guatemala y cuenta con la aprobación de la Orden de los Siervos de María o Servitas quienes la nombrar su Titular para la región Centroamericana en la propagación de la Devoción de los Dolores de la Virgen María.

### Jesús de la Buena Muerte

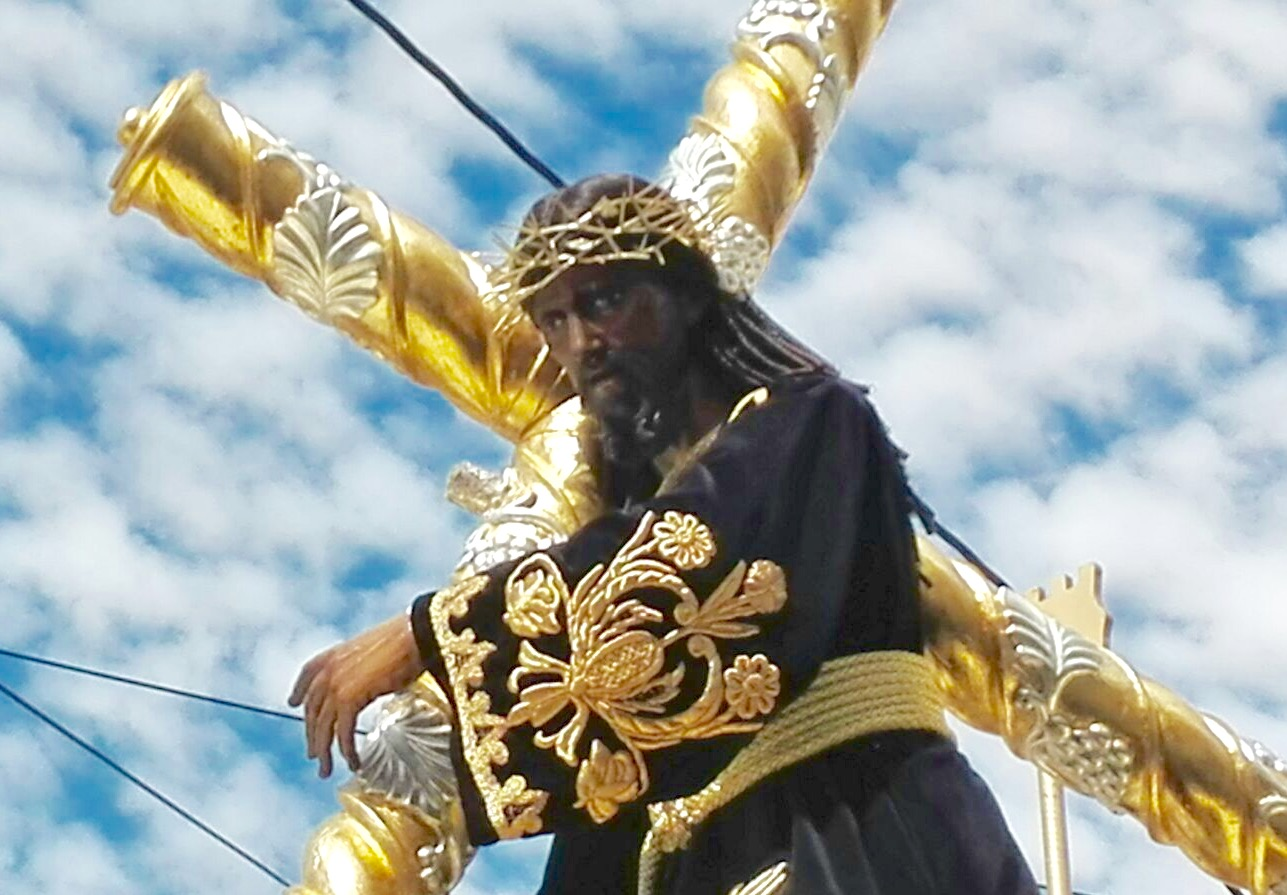
Jesús Nazareno de la Buena Muerte durante su procesión del tercer domingo de Cuaresma en 2016.

La imagen de Jesús de la Buena Muerte es una escultura de Jesús Nazareno de autor desconocido que tiene rasgos barrocos, aunque es de hacer notar que ha tenido dos procesos de restauración que modificaron su apariencia drásticamebte tras los terremotos de 1917-18 y del 4 de febrero de 1976. La imagen tuvo gran devoción para la Semana Santa durante las primeras décadas del siglo xx, pero poco a poco fue cayendo en el abandono, hasta que en 1998 volvió a salir en procesión, la cual se ha vuelto tradicional cada tercer domingo de Cuaresma.